# Persecució al límit
Persecució al límit (títol original en anglès, Collide) és una pel·lícula de thriller d'acció del 2016 dirigida per Eran Creevy, que també la va escriure conjuntament amb F. Scott Frazier. La pel·lícula és protagonitzada per Nicholas Hoult, Felicity Jones, Marwan Kenzari, Ben Kingsley i Anthony Hopkins. La trama segueix dos joves estatunidencs que viuen a Alemanya i que han de robar drogues a un cap del crim per poder pagar una operació mèdica. Ha estat doblada al català.
Es va anunciar per primera vegada el maig de 2013 amb el nom en anglès d'Autobahn, amb Zac Efron i Amber Heard protagonitzats. Després que tots dos abandonessin el projecte, Hoult i Jones van ser elegits per substituir-los i el rodatge va començar el maig de l'any següent.
Es va estrenar als Estats Units a càrrec d'Open Road Films i va recaptar 7 milions de dòlars amb un pressupost de 21,5 milions. Va establir un nou rècord de caiguda en el rendiment de taquilla el segon cap de setmana.